# Sugar Mountain - Live At Canterbury House 1968
Sugar Mountain — Live At Canterbury House 1968 es un álbum en directo del músico canadiense Neil Young, publicado por la compañía discográfica Reprise Records en diciembre de 2008.
El álbum, que recoge las dos actuaciones que el músico ofreció los días 9 y 10 de noviembre de 1968 en el club Canterbury House de Ann Arbor, Míchigan, supone el primer volumen -rotulado como volumen 00- en orden cronológico de la colección Archives Performance Series. Aun así, es el tercer volumen publicado, tras el lanzamiento de los discos Live at the Fillmore East -volumen 2- y Live at Massey Hall 1971 -volumen 3- en 2006 y 2007 respectivamente. Sin embargo, mientras que ambos volúmenes fueron incluidos en el cofre The Archives Vol. 1 1963–1972, Sugar Mountain - Live At Canterbury House 1968 no figura en la caja recopilatoria.
El álbum fue publicado en dos formatos: LP, impreso en vinilo de 200 gramos y publicado en abril de 2009, y en doble formato CD y DVD, con sonido de alta definición en el DVD. La fotografía de la portada fue tomada por Linda McCartney, esposa del músico Paul McCartney.

## Lista de canciones
Todas las canciones escritas y compuestas por Neil Young excepto donde se anota. 
| N.º | Título                            | Escritor(es)               | Duración |  |
| 1.  | «Emcee Intro»                     |                            | 0:45     |  |
| 2.  | «On the Way Home»                 |                            | 2:52     |  |
| 3.  | «Songwriting Rap»                 |                            | 3:13     |  |
| 4.  | «Mr. Soul»                        |                            | 3:14     |  |
| 5.  | «Recording Gap»                   |                            | 0:30     |  |
| 6.  | «Expecting to Fly»                |                            | 2:49     |  |
| 7.  | «The Last Trip to Tulsa»          |                            | 8:36     |  |
| 8.  | «Bookstore Rap»                   |                            | 4:27     |  |
| 9.  | «The Loner»                       |                            | 4:41     |  |
| 10. | «I Used to.. Rap»                 |                            | 0:38     |  |
| 11. | «Birds»                           |                            | 2:17     |  |
| 12. | «Winterlong» (Excerpt)            |                            | 1:38     |  |
| 13. | «Out of My Mind»                  |                            | 2:07     |  |
| 14. | «If I Could Have Her Tonight»     |                            | 2:34     |  |
| 15. | «Classical Gas Rap»               | Mason Williams, Neil Young | 0:41     |  |
| 16. | «Sugar Mountain» (Intro)          |                            | 0:29     |  |
| 17. | «Sugar Mountain»                  |                            | 5:47     |  |
| 18. | «I've Been Waiting For You»       |                            | 2:04     |  |
| 19. | «Songs Rap»                       |                            | 0:38     |  |
| 20. | «Nowadays Clancy Can't Even Sing» |                            | 4:43     |  |
| 21. | «The Old Laughing Lady» (Intro)   |                            | 3:06     |  |
| 22. | «The Old Laughing Lady»           |                            | 7:26     |  |
| 23. | «Broken Arrow»                    |                            | 5:09     |  |

## Personal
Músicos
- Neil Young: guitarra acústica y voz

Equipo técnico
- John Nowland: conversión analógica-digital
- Tim Mulligan: masterización y edición digital
- Joel Bernstein: archivista

## Posición en listas
| País              | Lista                 | Posición |
| ----------------- | --------------------- | -------- |
| Bélgica (Flandes) | Ultratop 200 Albums   | 57       |
| Estados Unidos    | Billboard 200         | 40       |
| Estados Unidos    | Top Rock Albums       | 10       |
| Francia           | SNEP Albums Chart     | 124      |
| Noruega           | VG-lista Albums Chart | 30       |
| Reino Unido       | UK Albums Chart       | 72       |
| Países Bajos      | Mega Album Tol 100    | 59       |
| Suecia            | Albums Top 60         | 47       |